# Anatololacerta
Genre
Anatololacerta est un genre de sauriens de la famille des Lacertidae.

## Répartition
Les quatre espèces de ce genre se rencontrent en Turquie et en Grèce.

## Liste des espèces
Selon The Reptile Database (3 décembre 2014) :
- Anatololacerta anatolica (Werner, 1900)
- Anatololacerta budaki (Eiselt & Schmidtler, 1987)
- Anatololacerta danfordi (Günther, 1876)
- Anatololacerta pelasgiana (Mertens, 1959)

## Publication originale
- Arnold, Arribas & Carranza, 2007 : Systematics of the Palaearctic and Oriental lizard tribe Lacertini (Squamata: Lacertidae: Lacertinae), with descriptions of eight new genera. Zootaxa, no 1430, p. 1-86.